# BAER-test
BAER-test (Brainstem Auditory Evoked Response) is een manier om de functie van het gehoor te testen waarbij men niet afhankelijk is van de medewerking van de patiënt. De techniek wordt ook hersenstamaudiometrie genoemd, of de BERA-test (Brainstem Evoked Response Audiometry).
Gekeken wordt namelijk of er in de hersenen (hersenstam) reacties optreden bij het aanbieden van geluidsprikkels aan ieder oor afzonderlijk. Is dit het geval, dan weet men dat het signaal de weg van lucht, trommelvlies, gehoorbeentjesketen, zenuwsensors in het slakkenhuis en gehoorzenuw in ieder geval met succes heeft doorlopen en men kan ook bepalen hoe hard een geluid moet zijn om te worden waargenomen. 
De patiënt moet kunnen stilzitten; als dit problemen oplevert kan het onderzoek echter ook onder sedatie of lichte narcose plaatsvinden. Het is dus vooral geschikt voor onderzoek bij niet-coöperatieve patiënten zoals baby’s en huisdieren.